# Sophrops schereri
Sophrops schereri är en skalbaggsart som beskrevs av Frey 1975. Sophrops schereri ingår i släktet Sophrops och familjen Melolonthidae. Inga underarter finns listade i Catalogue of Life.